# Balakən (district)
Balakən (Azeri: Balakən) is een district in Azerbeidzjan.
Balakən telt 92.100 inwoners (01-01-2012) op een oppervlakte van 920 km².

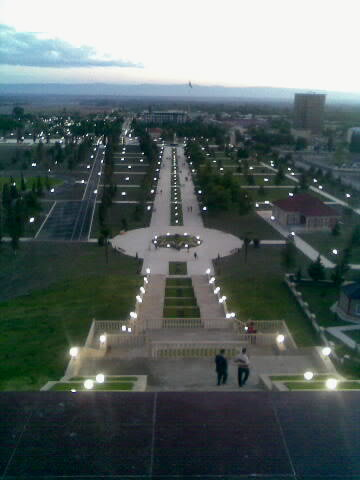
Park in Balaken
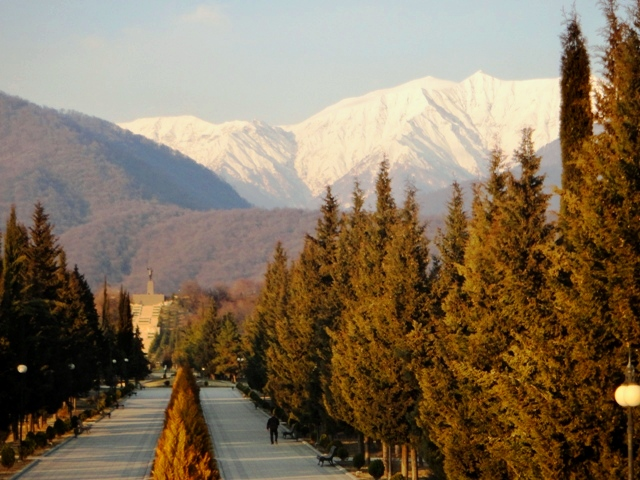
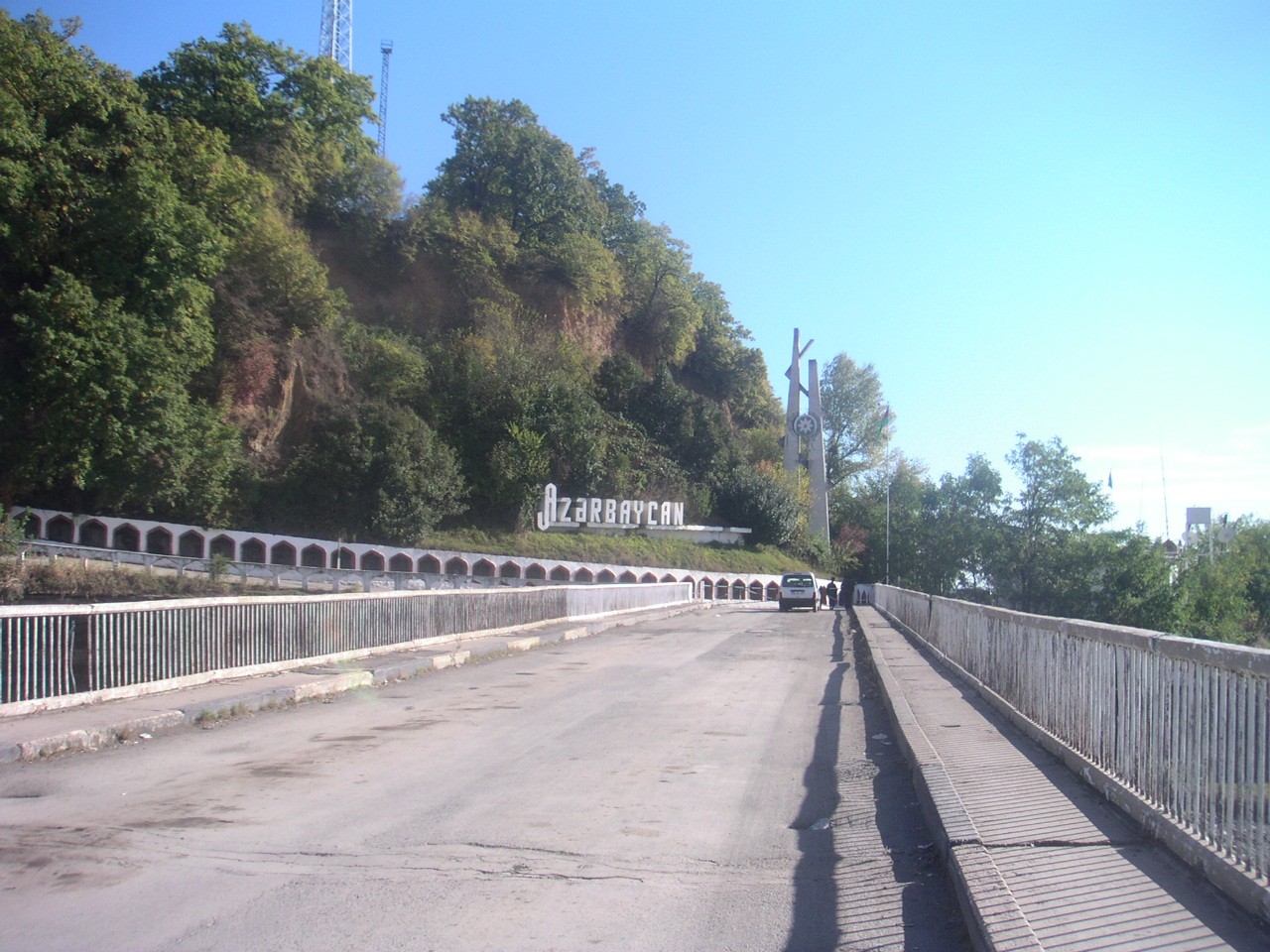
Grens met Georgië